# Південний Ростамабад
Південний Ростамабад (перс. رستم آبادجنوبی) — дегестан в Ірані, в Центральному бахші, в шагрестані Рудбар остану Ґілян. За даними перепису 2006 року, його населення становило 3623 особи, які проживали у складі 1043 сімей.

## Населені пункти
До складу дегестану входять такі населені пункти:
- Амінабад
- Ґяндже
- Джубен
- Єйлакі-є-Дарестан
- Єйлакі-є-Лаке
- Калураз
- Караруд-е-Джамшідабад
- Поште
- Салансар
- Фільдег
- Шемам